# Tortula laureri
Tortula laureri är en bladmossart som beskrevs av Lindberg 1864. Tortula laureri ingår i släktet tussmossor, och familjen Pottiaceae. Arten har ej påträffats i Sverige. Inga underarter finns listade i Catalogue of Life.